# 1825
| 1825               |
| ------------------ |
| Dødsfald - Fødsler |
| • Begivenheder     |

| Gregoriansk kalender | 1825 MDCCCXXV           |
| Ab urbe condita      | 2578                    |
| Armensk kalender     | 1274 ԹՎ ՌՄՀԴ            |
| Kinesiske kalender   | 4521 – 4522 甲申 – 乙酉 |
| Etiopisk kalender    | 1817 – 1818             |
| Jødisk kalender      | 5585 – 5586             |
| Hindukalendere       |                         |
| - Vikram Samvat      | 1880 – 1881             |
| - Shaka Samvat       | 1747 – 1748             |
| - Kali Yuga          | 4926 – 4927             |
| Iransk kalender      | 1203 – 1204             |
| Islamisk kalender    | 1241 – 1242             |

Året 1825 startede på en lørdag.
Konge i Danmark: Frederik 6. 1808-1839
Se også 1825 (tal)

## Begivenheder
- Som den første nogensinde isolerer H. C. Ørsted grundstoffet aluminium.

### Februar
- 3. februar - Februarfloden gennembryder Agger Tange, hvorved Vendsyssel-Thy adskilles fra den jyske halvø og bliver en ø

### Maj
- 8. maj - en plakat bekræfter mænds ret til at sværge sig fri, hvis de bliver udlagt i faderskabssager

### August
- 6. august  - Bolivia opnår uafhængighed fra Spanien og indsætter Simón Bolívar som landets første præsident
- 25. august - Uruguay bliver en selvstændig stat og fejrer nationaldag denne dato

### September
- 27. september - Verdens første offentlige jernbanedrift indledes af Stockton and Darlington Railway i England. Toget Active er bygget af George Stephenson, strækningen 27 miles, og damplokomotivet kan trække 32 vogne med 10 miles i timen

### Oktober
- 26. oktober – Den 544 km lange Erie kanal, som forbinder Niagara floden med Hudson floden i USA, åbnes for trafik

### December
- 14. december – I St. Petersborg, Ruslands hovedstad, indleder unge officerer en opstand mod tsarstyret. Det slås ned samme dag, og lederne bliver hængt eller sendt til Sibirien.

## Født
- 16. april – Jacob Brønnum Scavenius Estrup, dansk konseilspræsident (død 1913).
- 10. juni – Sondre Norheim, norsk skipioner (død 1897).
- 25. oktober – Johann Strauss den yngre, østrigsk komponist (død 1899).

## Dødsfald
- 13. oktober - Maximilian 1. Joseph af Bayern (født 1756)
- 1. december – Alexander 1. af Rusland (født 1777)